# Château Ramezay
Pour les articles homonymes, voir Ramezay.
Le Château Ramezay, musée administré par la Société d'archéologie et de numismatique de Montréal, est un édifice historique du Vieux-Montréal situé face à l'hôtel de ville sur la rue Notre-Dame.

## Histoire

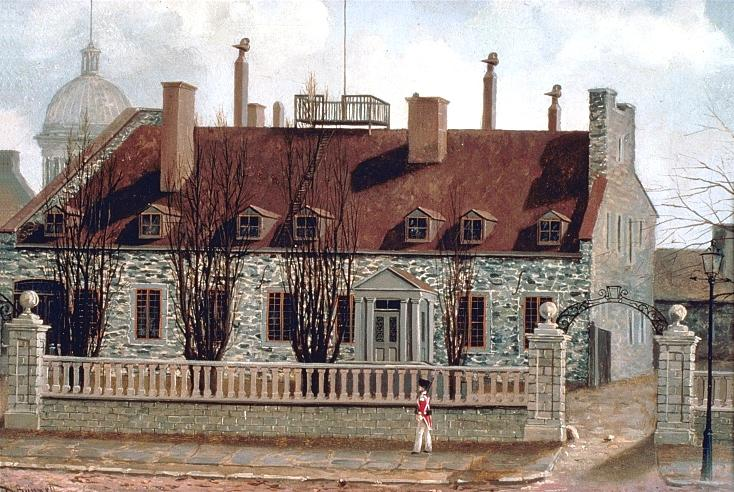
Château Ramezay, 1886.

Le Château Ramezay tire son nom du gouverneur de Montréal, Claude de Ramezay, qui l’avait fait construire comme résidence en 1705 jusqu'à sa mort en 1724. Vendu par ses héritiers à la Compagnie des Indes, laquelle détenait le monopole des exportations de fourrures, il fut reconstruit et agrandi en 1756, en partie sur ses fondations d’origine. C'est là, le 29 avril 1776, que Benjamin Franklin, Samuel Chase et Charles Carroll tentent de convaincre les Canadiens-français de joindre la rébellion américaine. De nouveau résidence de gouverneurs puis quartier général militaire, palais de justice, école normale Jacques-Cartier et facultés de l'Université Laval, il est acquis par la Ville de Montréal et devient un musée en 1895, ce qui en fait le plus ancien musée privée d'histoire au Québec. Une tourelle, ajoutée en 1903, renforce l’appellation de château associée à sa très belle architecture, typique d’un hôtel particulier au temps de la ville fortifiée.
Le Château Ramezay est le premier édifice classé monument historique par le gouvernement du Québec en 1929. Il est aussi reconnu comme un lieu historique national du Canada en 1949. En 1954, le Château subit d'importantes rénovations pour lui donner son apparence originale.
Ses abords réaménagés en 2007 recréent un jardin d’agrément à la française comme il en existait aux XVIIIe et XIXe siècles.

## Hôtes de cet édifice
- 1705-1727 : famille de Ramezay[5]
- 1727-1728 : l'intendant Dupuy (location)[5]
- 1730-1745 : famille de Ramezay[5]
- 1745-1764 : Compagnie des Indes[6]
- 1764-1773 : William Grant[7]
- 1773-1840 : gouverneurs du Bas-Canada (location jusqu'en 1778, puis propriétaire jusqu'en 1840)[7]
- novembre 1775-avril 1776 : armée des États-Unis[7]
- 1849-1856 : gouvernement du Canada-Uni
- 1856 : Palais de justice[8]
- 1857-1867 : ministère d'Instruction publique[8]
- 1856-1878 : école normale Jacques-Cartier
- 1878-1889 : université de Laval[8]
- 1889-1893 : cour des magistrats[8]
- 1895 - ... : Société d'archéologie et de numismatique de Montréal (Musée)

## Les jardins
À l'arrière du Château, un jardin à la française y est aménagé, composé de trois sections principales :
- Un jardin potager
- Un jardin ornemental
- Un verger

On y trouve également des herbes cultivées au XVIIIe siècle à des fins médicinales, plantées au pied des murs.

## Galerie

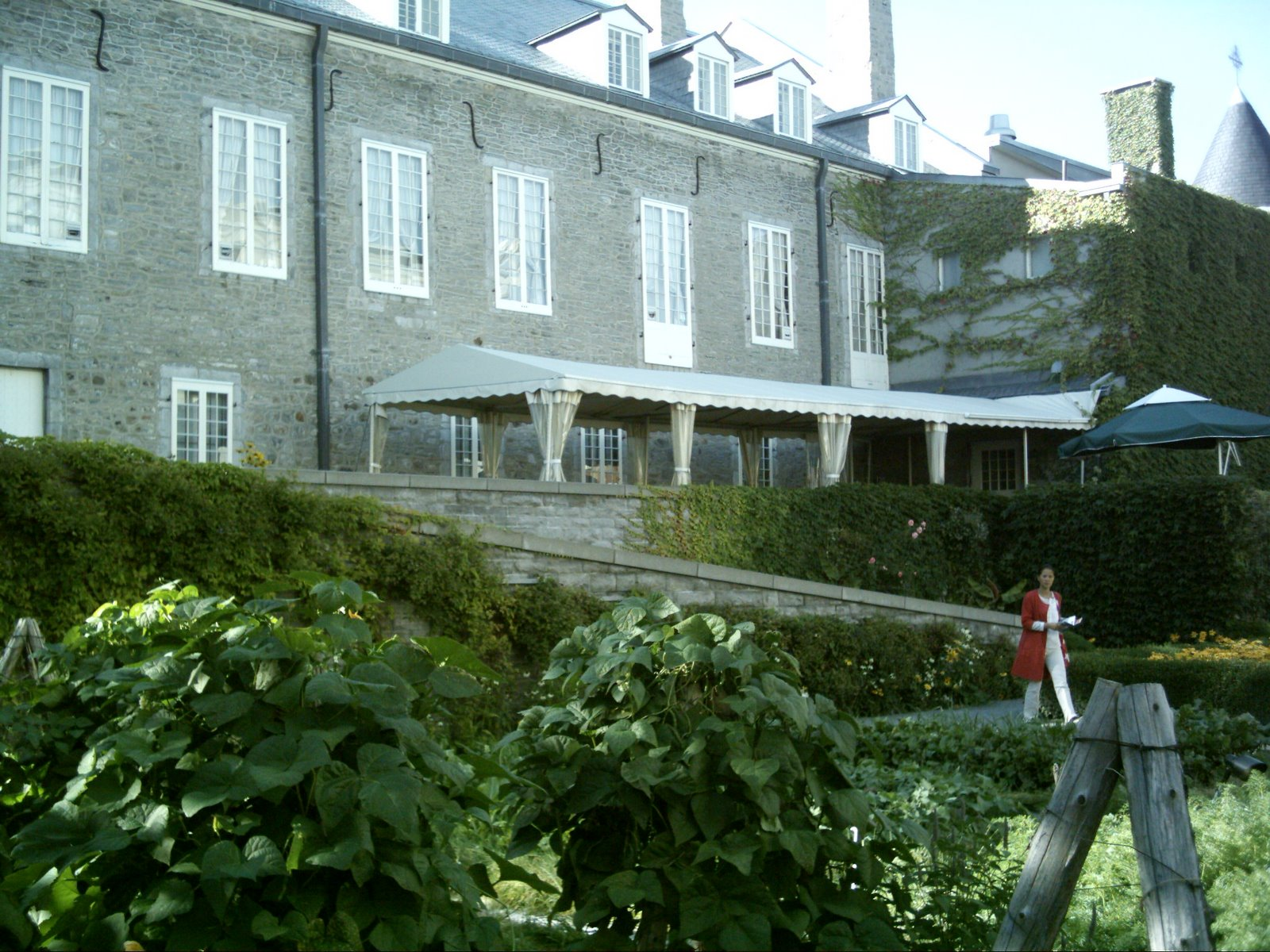
Vue de l'arrière du Château, près des jardins
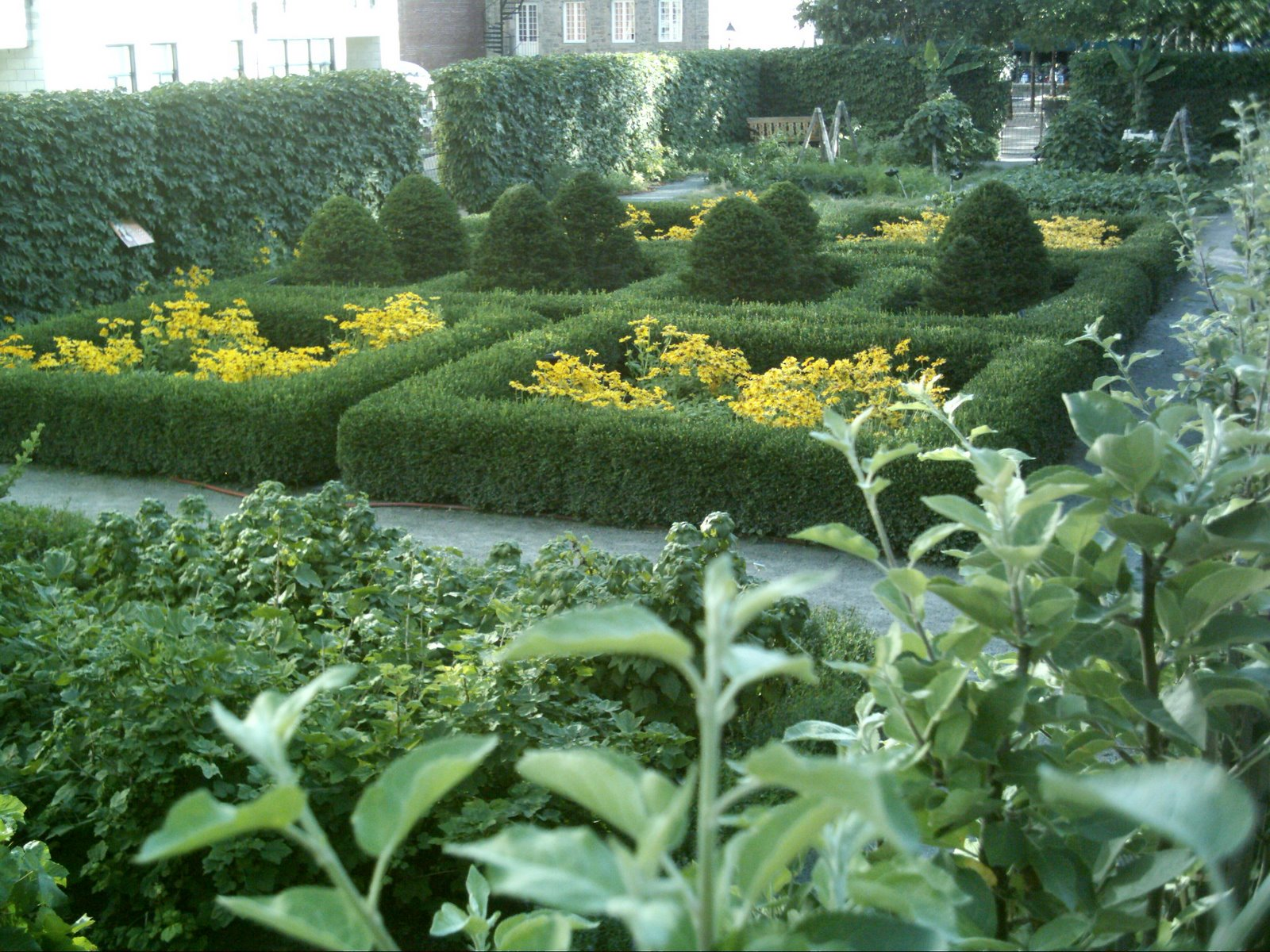
Vue des jardins
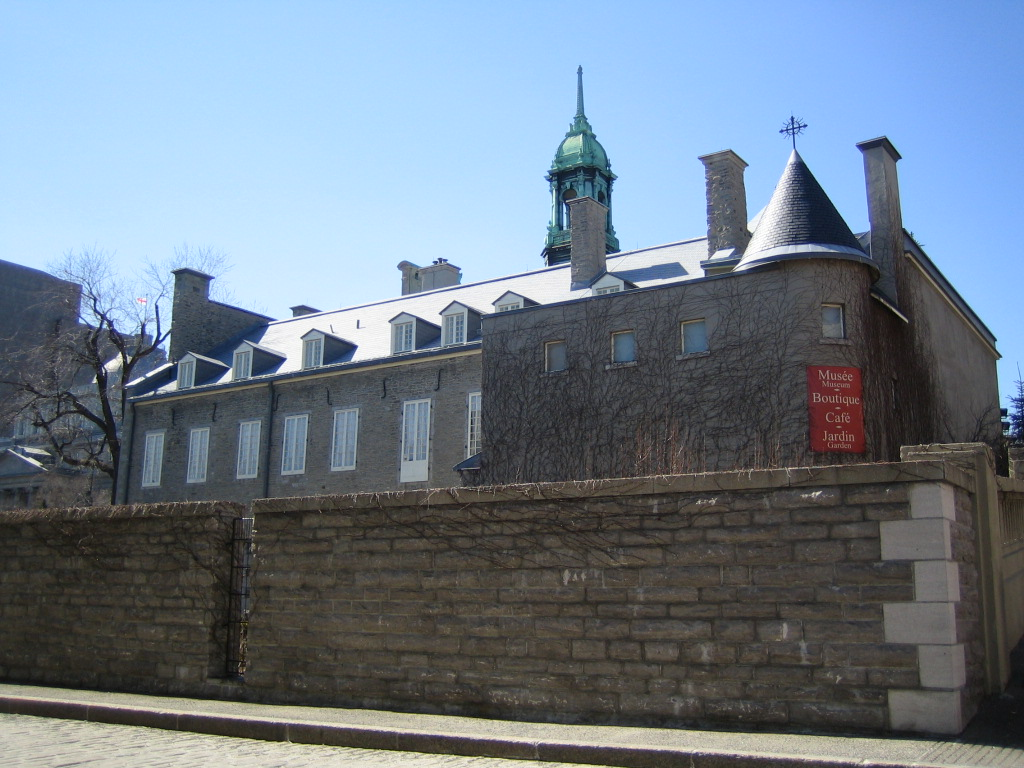
Vue de l'arrière du Château
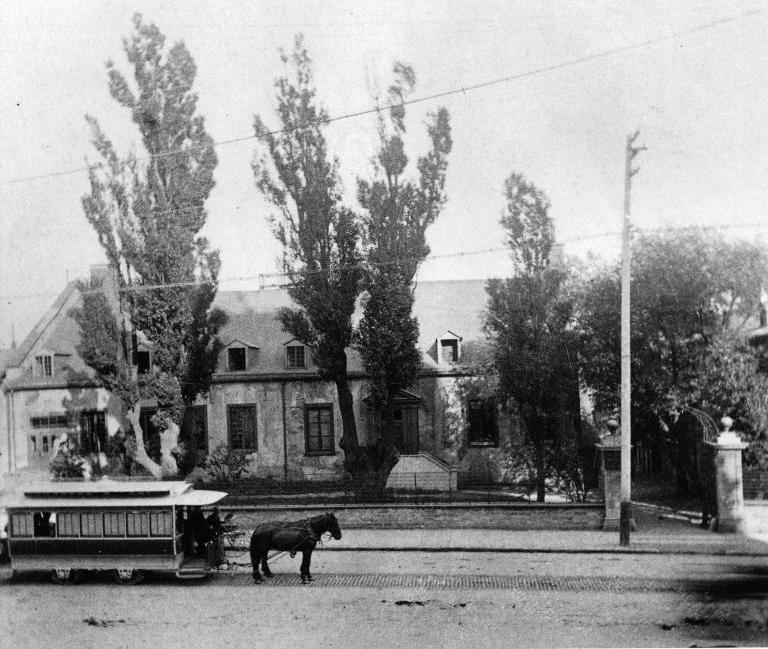
Tramway hippomobile au Château Ramezay, rue Notre-Dame, vers 1870
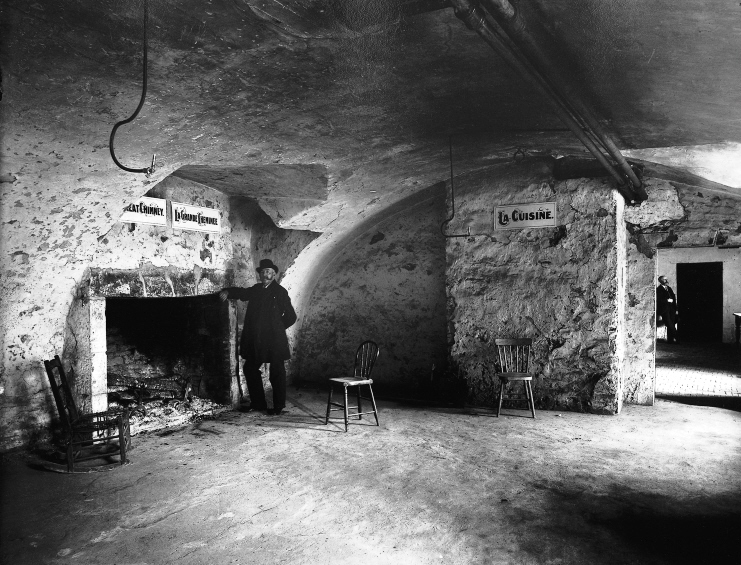
Cuisine du Château Ramezay, vers 1890